# Macrocentrus nitidus
Macrocentrus nitidus är en stekelart som först beskrevs av Wesmael 1835.  Macrocentrus nitidus ingår i släktet Macrocentrus och familjen bracksteklar. Arten är reproducerande i Sverige. Inga underarter finns listade i Catalogue of Life.